# 傅献彩
傅献彩（1920年9月17日—2013年8月22日），河南兰考人，中国物理化学家和化学教育家，南京大学化学化工学院教授。

## 生平
主要进行电解质溶液热力学性质以及氧化物催化剂性能的研究。其著作《物理化学》为中国较具影响力的物理化学教科书。
于美国东部时间2013年8月22日16时30分在美国纽约州罗彻斯特逝世，享年93岁。